# Tolufazepam
Il tolufazepam è uno psicofarmaco appartenente alla categoria delle benzodiazepine. Gli studi hanno dimostrato che il tolufazepam ha effetti anticonvulsivanti e ansiolitici negli animali, comprese le convulsioni provocate dal pentilenetetrazolo.